# 箕面有馬電気軌道34形電車
箕面有馬電気軌道34形電車（みのおありまでんききどう34がたでんしゃ）は、阪急電鉄の前身である箕面有馬電気軌道が、箕面線用に南海鉄道軌道線から譲受した、木造車体の電車である。本形式は1945年及び1949年に当時同一会社であった元京阪電気鉄道の大津線に転属し、京阪の分離再独立後返却されることなく譲渡されて同社の5型となったが、本項ではこの車両についても併せて紹介する。

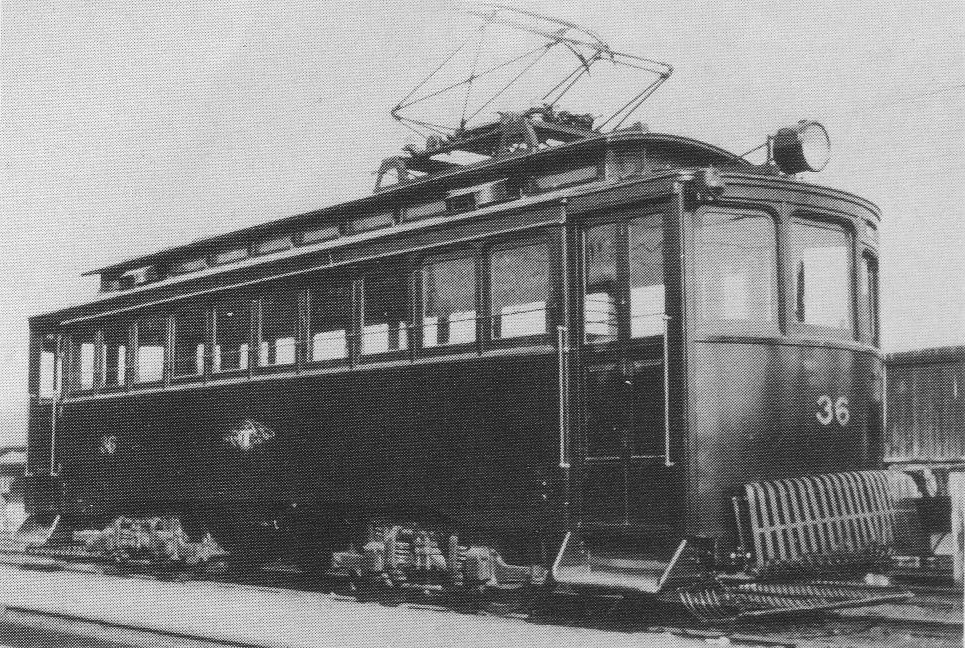
36

## 譲受の経緯
箕面線は、宝塚線とともに箕面有馬電気軌道最初の路線として1910年3月に開業したが、当初から観光客輸送が主体の路線であり、閑散時の乗客は少なかった。当初は宝塚線と共通で1形を運行していたが、1形では輸送力に余裕があったことから、箕面線に小型車を導入して1形を宝塚線に振り向けることとなり、車両数に余裕のあった南海軌道線から車両を譲受することとなった。
その後も阪急では伊丹線向けに成田電気軌道から入線した47形や北野線向けに大阪市電11形を譲受した151形といった路面電車タイプの四輪単車をはじめ、木造省電の払下げ車である90形や加越鉄道の客車を電車に改造した96形など、他社の車両を譲り受けて自社の輸送力増強に活用しているが、これは他の関西私鉄に見られない特徴のひとつである。

## 概要
1916年8月、箕面線用として南海鉄道より軌道線（阪堺線）の電1形3両を譲り受け、34形34 - 36とした。南海時代の車番は50 - 52で、1912年天野工場製の車両である。
項目ごとの概要については以下のとおり。

### 車体
車体は台枠も含めて木製であり、全長は約10.75mと1形に比べると3mほど短い、路面電車スタイルの車両である。車体構造は当時の路面電車としては一般的な、両端にステップ付きのデッキ部を備える高床構造の2軸ボギー車で、側面窓配置はD10D（D：客用扉）である。運転台部には当初よりベスティビュール（前面窓）を備えてはいたが、客用扉はなくオープン・デッキ構造であった。箕面線では全駅にプラットホームがあるためステップを撤去し、デッキ部分の床面高さを客室と同一にしている。座席はロングシートで、1形とは異なり、客室とデッキ部との間に仕切りが設けられている。

### 主要機器
主電動機はゼネラル・エレクトリック社製GE-67Aを2基搭載し、制御器は直接制御のGE-Kを搭載した。台車はJ.G.Brill社製ブリル27GE-1を履き、集電装置については箕面有馬でもトロリーポールを継続して使用している。

## 箕面線時代
本形式は当初の予定通り箕面線に投入されて、1形に代わって線内運用に充当された。
1926年には集電装置をパンタグラフ化すると同時に、デッキ部の補強と出入口への折戸設置の改造を実施した。このとき、パンタグラフに換装されなかった側のトロリーポールは存置されている。1928年には暖房装置の取り付けも行われている。また、箕面線の併用軌道区間も専用軌道化されたことから、フェンダーが撤去されている。
1926年には能勢電気軌道から自社の新車教習用として本形式の借用願を出され、翌1927年には37形ともども借用依頼を受けるなど、直接制御の小型ボギー車である本形式は、能勢電気軌道の多客期の応援要員として貸し出されることが多くなった。
ただ、この時期になると37形が箕面線に転入してきたことから車両運用の面で余裕が生じ、前述のように37形ともども能勢電気軌道に貸し出される機会も増加した。1930年には37形と交代して40形5両が箕面線に転入、通常の運用は40形でまかなえることから、余剰となった本形式は休車となり、池田車庫に留置された。

## 北野線へ
北野線は大阪市内高架複々線完成の後も残った併用軌道区間を活用した梅田駅 - 北野駅間0.9kmの路線である。当初は大阪市電から購入した151形4両が運用に就いていたが、これを本形式に代替することとなり、1933年にデッキ部分へステップを再度取り付け、客室から一段低くするとともに折戸をステップの部分まで延長、フェンダーの再装着といった路面電車向けの改造を実施された。ただし、北野線もパンタグラフ集電となっていたことから、不要となったトロリーポールは撤去されている。
再び路面電車スタイルの車両に戻った本形式は、151形を置き換えて1937年11月より北野線での運用を開始した。1939年には当時在籍の各形式同様灯火管制工事を実施されている。
1930年代後半に入ると、住民要望や戦時体制下における陸上交通事業調整法における事業調整などから同線を含む私鉄各社の軌道線の大阪市電への編入が検討されるが、阪堺電鉄以外の路線の編入は実施されることなく太平洋戦争の終戦を迎えた。終戦間近の1945年4月に北野線の運行本数が削減されたことから、当時は同じ京阪神急行電鉄の路線であった元京阪電気鉄道の大津線区のうち平坦区間の石山坂本線へ36が転属して5型5となり、北野線には34と35の2両が残された。戦後もこの2両が老朽化した車体を酷使されながら運用されていたが、北野線の営業が1948年12月31日限りで終了したため、再び休車となった。

## 京阪5型
石山坂本線は大津市の南北を琵琶湖岸に沿って走る路線であるが、開通当初は南北で路線の性格から車両規格まで大きく異なっていた。大津電車軌道の路線として路面電車規格で開通した三井寺駅以南の区間は、大津の中心である浜大津界隈や古い城下町の膳所といった人口密集地を抱え、大正以降は石山に進出した東洋レーヨンの工場をはじめ繊維関係の工場が立地するなど、都市化が進行していた。一方、琵琶湖鉄道汽船が高速電車規格で開通させた三井寺駅以北の区間は、別所駅（現：大津市役所前駅）周辺に大津連隊が駐屯し、滋賀里駅周辺には水上戦闘機強風を擁して京阪神地区の防空に当たった大津海軍航空隊の施設があるなど、軍事施設をつないでいたが、沿線は古くから比叡山延暦寺や日吉大社の門前町として栄えた坂本周辺を除くと農村地域であり、坂本駅（現：坂本比叡山口駅）を発車した電車は田園の中を一直線に大津市内に向けて南下していた。
石山寺駅 - 坂本駅間の直通運転は、三井寺駅以北の各駅に低床ホームを設けて、路面電車タイプの車両が直通運転を行う形で1931年から実施された。ところが、直通運転に充当された車両が大津電車軌道引継の老朽木造単車であったことから乗客数の伸びに対処できず、太平洋戦争末期には沿線の工場の多くが軍需工場に転換されてしまったことから、輸送力不足は看過できない課題となった。こうしたことから1944年4月からは直通運転区間を近江神宮前駅までに短縮し、浜大津駅（現：びわ湖浜大津駅）に仮設の高床ホームを急造して、ラッシュ時には高床車が浜大津まで乗り入れることとなった。それでも輸送力不足は解消されず、浜大津駅以南の各駅にも仮設の高床ホームの建設を進める一方、1945年3月には営業休止となった愛宕山鉄道から同社の1形3両を入線させた。そして、輸送力増強の第二弾として、北野線の減便で余剰となった36が、車番を5に改番のうえ集電装置をパンタグラフからトロリーポールに換装して、同年5月に石山坂本線に入線することとなった。これで本形式は、南海軌道線、阪急、京阪と関西大手私鉄三社で使用されるという珍しい経歴を持つ車両となったが、京阪はこれ以前の1917年1月の深草車庫火災による車両不足時に、南海軌道線から電1形46 - 49の4両を3ヶ月前後借用していることから、南海と京阪は全く縁がなかった訳ではない。
大津線への転属に際しては、1945年5月に完成した北野線と大阪市電との連絡線から大阪市電に入線、市電車両に牽引されて野田橋にあった京阪本線との平面交差で京阪本線に入線、三条駅から京津線に入線して浜大津駅構内の連絡線を渡って石山坂本線に入線、錦織車庫に入庫して整備のうえ石山坂本線での運行を開始した。本形式と先に入線した1形を活用して、同年6月から高床車の乗り入れ区間が粟津駅まで延長され、戦後の1947年には石山寺駅まで延伸されて、全線で高床車が運行されることとなった。それとともに老朽単車の廃車が進められたが、本形式は1両だけの存在であるにもかかわらず、ボギー車であったことから同じ路面電車スタイルの20型や30型とともに低床車運用に充当された。それでも老朽化は進行しており、1949年の夏季輸送終了後に廃車される予定であった。
ところが、同年8月7日未明に発生した四宮車庫火災で当時の京津線の主力であった50・70型を中心に22両が被災し、低床ホーム区間で使用可能な車両が危機的なまでに不足する状況となった。このため、急遽5型の延命が決まると共に休車中の34・35が阪急1形14・15とともに同年秋に応援入線して、本形式の続番である6・7となった。塗色は転入当初阪急マルーンであったが、1951年までに当時の京阪の標準色であったクリームとライトブルーのツートンカラーに変更されている。車番の表記も当初は阪急の大型ゴシック体に似た表記であったが、後に当時の京阪標準のローマン体に書き替えられている。
大津線区の危急存亡の秋にその再建に貢献した本形式であったが、もともとが廃車対象車両を延命して使用していたものであった上、その後の京津線復旧の過程で石山坂本線の車両を全車高床化し、路面電車スタイルの車両は全車京津線に振り向ける方針が決まった。そのため京津線の急勾配に対応できない本形式は小型で老朽化も進んでいたことから、引き続いて阪急から入線した10型（阪急1形）6両や京阪本線から入線した200型に置き換えられることとなった。本形式は坂本駅の低床ホーム高床化工事が完成した後は予備車となり、1953年8月に全車廃車された。

## 実物大段ボール模型
2015年5月16日・17日に梅田の茶屋町界隈で、街全体をステージやスタジオセットに見立てての回遊型エンタテインメントイベント「チャリウッド2015　〜ちゃやまちが歌う。踊る。回る。〜」が開催され、その展示物の一つとして本形式の実物大段ボール模型が製作された。模型は北野線時代の姿がベースで、開催期間中はちゃやまちアプローズ1階ガレリアに展示された。